# Polizia nazionale filippina
La Polizia nazionale filippina  (in inglese Philippine National Police e abbreviato in PNP; in filippino Pambansang Pulisya ng Pilipinas) è la polizia nazionale delle Filippine.
Venne istituita il 29 gennaio 1991, quando Corazon Aquino ordinò la fusione del Philippine Constabulary e della Polizia nazionale integrata attraverso il Republic Act 6975, noto anche come atto del Dipartimento dell'interno e del governo locale del 1990. La Polizia nazionale filippina è parte del Dipartimento dell'interno e del governo locale delle Filippine. Consta di una forza di 140 000 unità e la sua sede è locata nel Campo Crame di Quezon, Manila Metropolitana.